# Nephele accentifera
Nephele accentifera is een vlinder uit de familie van de pijlstaarten (Sphingidae). De wetenschappelijke naam van de soort werd in 1821 gepubliceerd door Ambroise Marie François Joseph Palisot de Beauvois.